# Rozvor

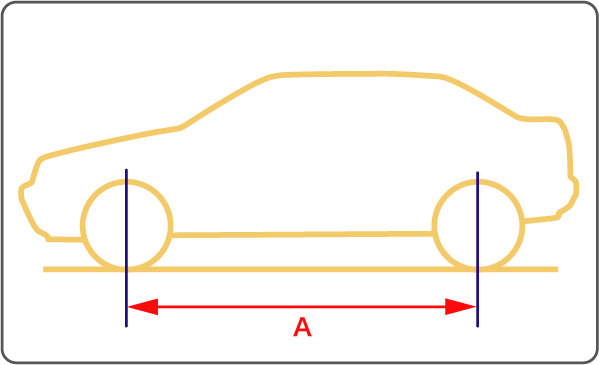
Rozvor

Rozvor je parametr vozidel označující vzdálenost předních a zadních kol. U dvoustopých vozidel je možné ho definovat jako osovou vzdálenost dvou náprav umístěných za sebou na téže straně vozidla.
Přesnou definici rozvoru náprav uvádí norma ČSN 30 0026 – „Rozměry vozidel“.

## Příklady
| Rozvor       | Vozidlo              |
| ------------ | -------------------- |
| 1867 mm      | Smart Fortwo         |
| 1870 mm      | Twike                |
| 2200 mm      | Fiat Cinquecento     |
| 2211–2350 mm | Porsche 911          |
| 2400–2420    | Volkswagen Brouk     |
| 2578 mm      | VW Golf VI           |
| 2650 mm      | Ferrari Enzo Ferrari |
| 2881–3001 mm | VW Phaeton           |
| 2850–3075 mm | Mercedes-Benz W126   |
| 3035–3165 mm | Mercedes-Benz W221   |
| 3200-3900 mm | Mercedes-Benz W 100  |
| 3302 mm      | Hummer H1            |
| 2774 mm      | Volvo XC60 D5 AWD    |